# Палаццо Мадама (Рим)

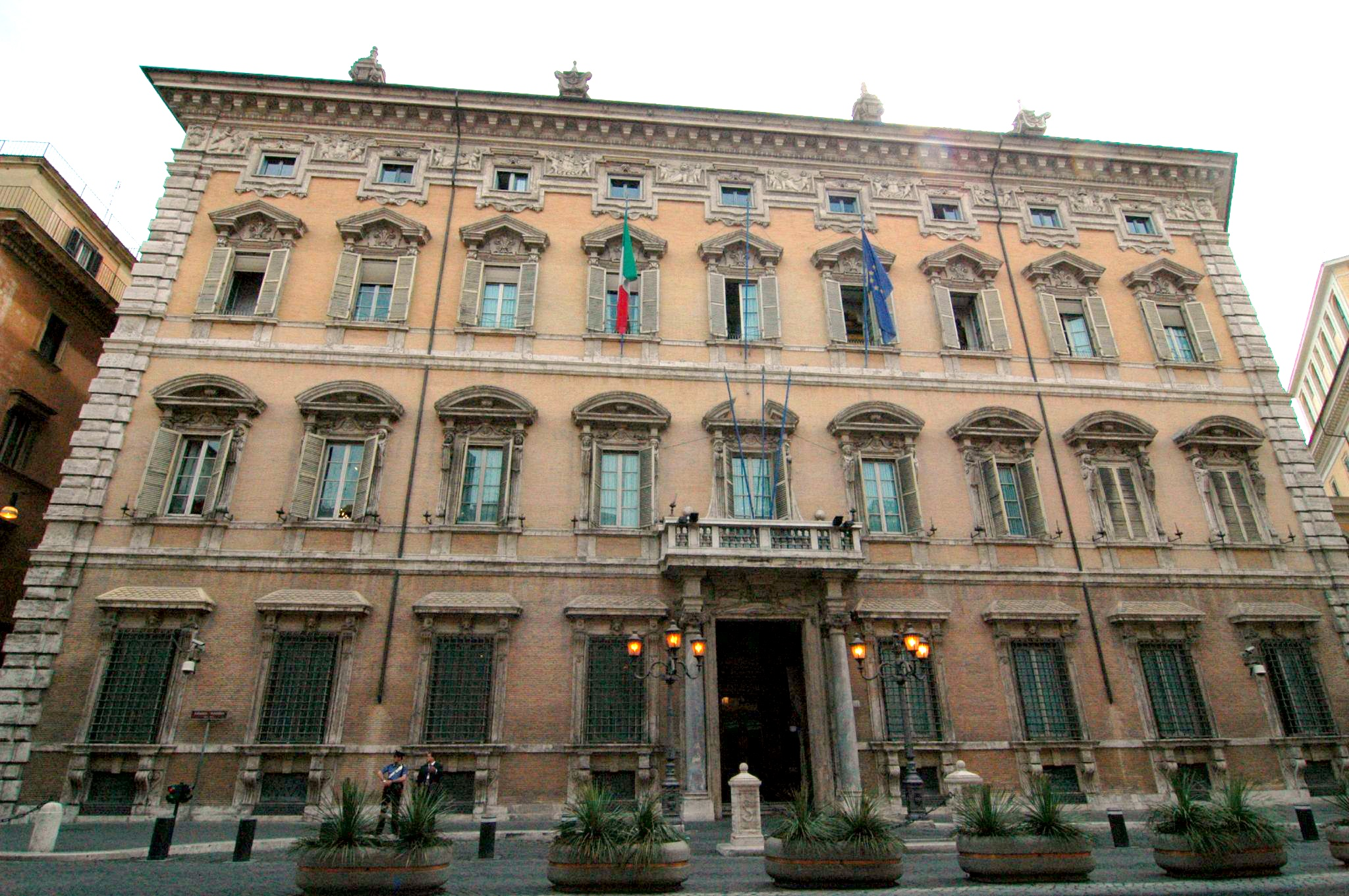
Палаццо Мадама

Палаццо Мадама — резиденція італійського Сенату, розташована у Римі. Палаццо отримало назву на честь «мадам» Маргарити Пармської, дружини Алессандро Медічі — флорентійського герцога, яка жила в цьому палаці.

## Історія
Палаццо побудований у кінці XV століття за ініціативою Сікста IV, пізніше його придбав Джованні Медічі (пізніше — папа Лев X), який хотів його перебудувати за планами Джуліано да Санґало. Однак не зміг. 
У 1642–1649 роках перебудований архітектором Паоло Маручеллі, фасад отримав сьогоднішній бароковий вигляд. 
У 1750 році палаццо купив папа Бенедикт XIV, пізніше в ньому знаходилися різні папські відомства.
З 1871 року будинок став місцем для засідань італійського Сенату.

### Сала Кавур
У центрі стелі з античними кофрованими стелями є робота «Овале» одного з найбільших художників італійської історії Giambattista Pittoni (1687–1767) під назвою «Bacco e Arianna». Зал доступний учасникам засідань, а іноді і там відбувається Рада Міністрів.

## Галерея

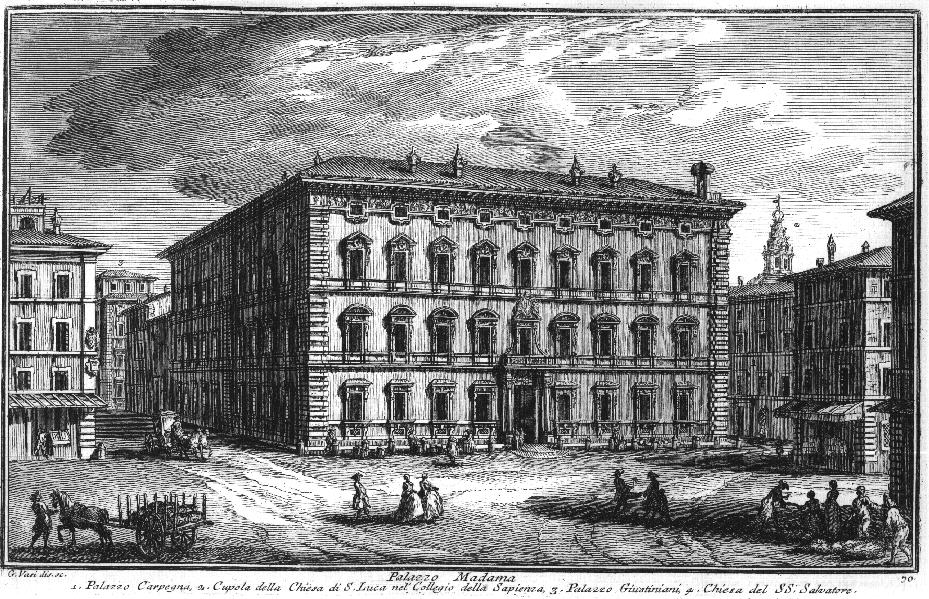
Гравюра
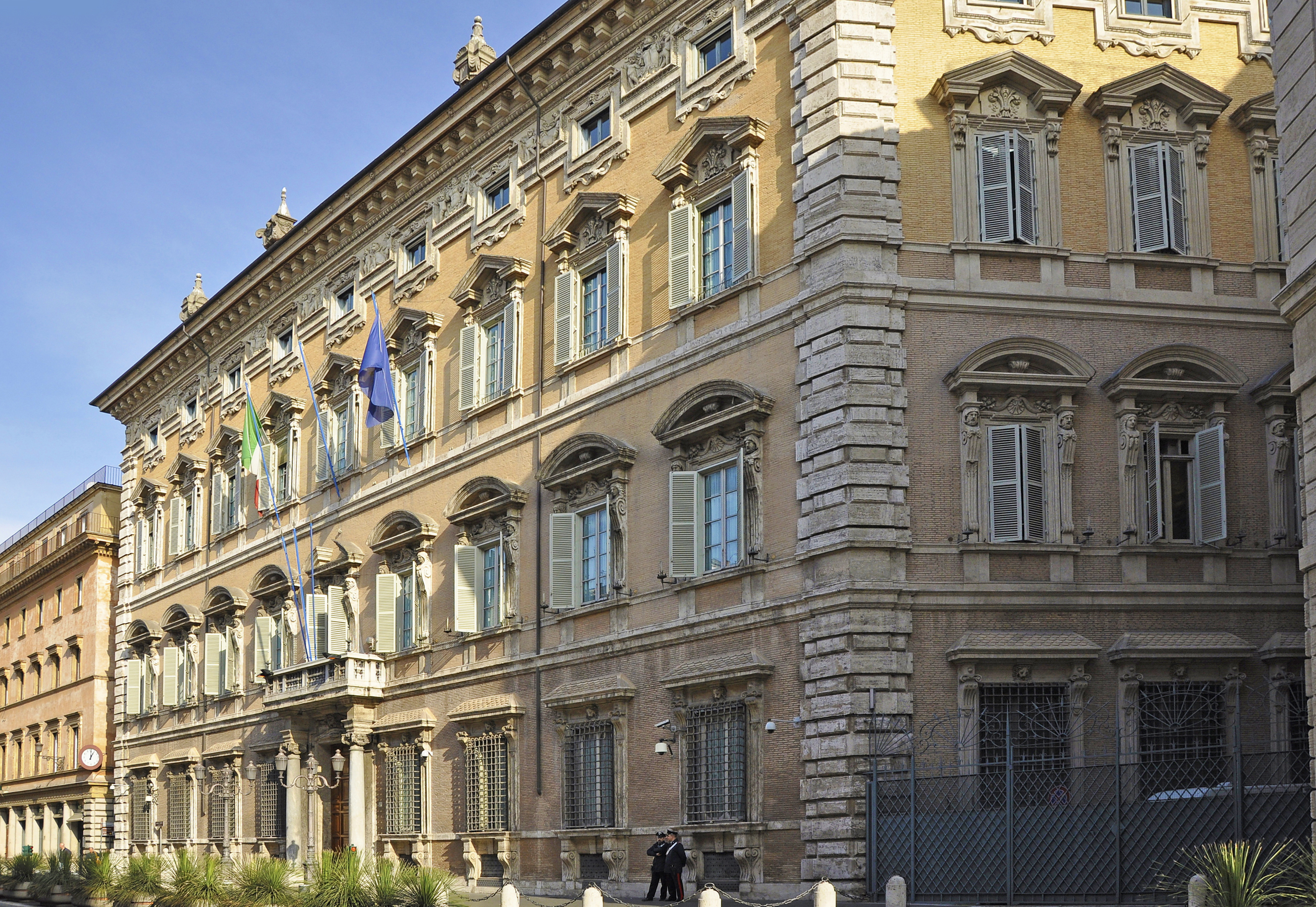
Фасад
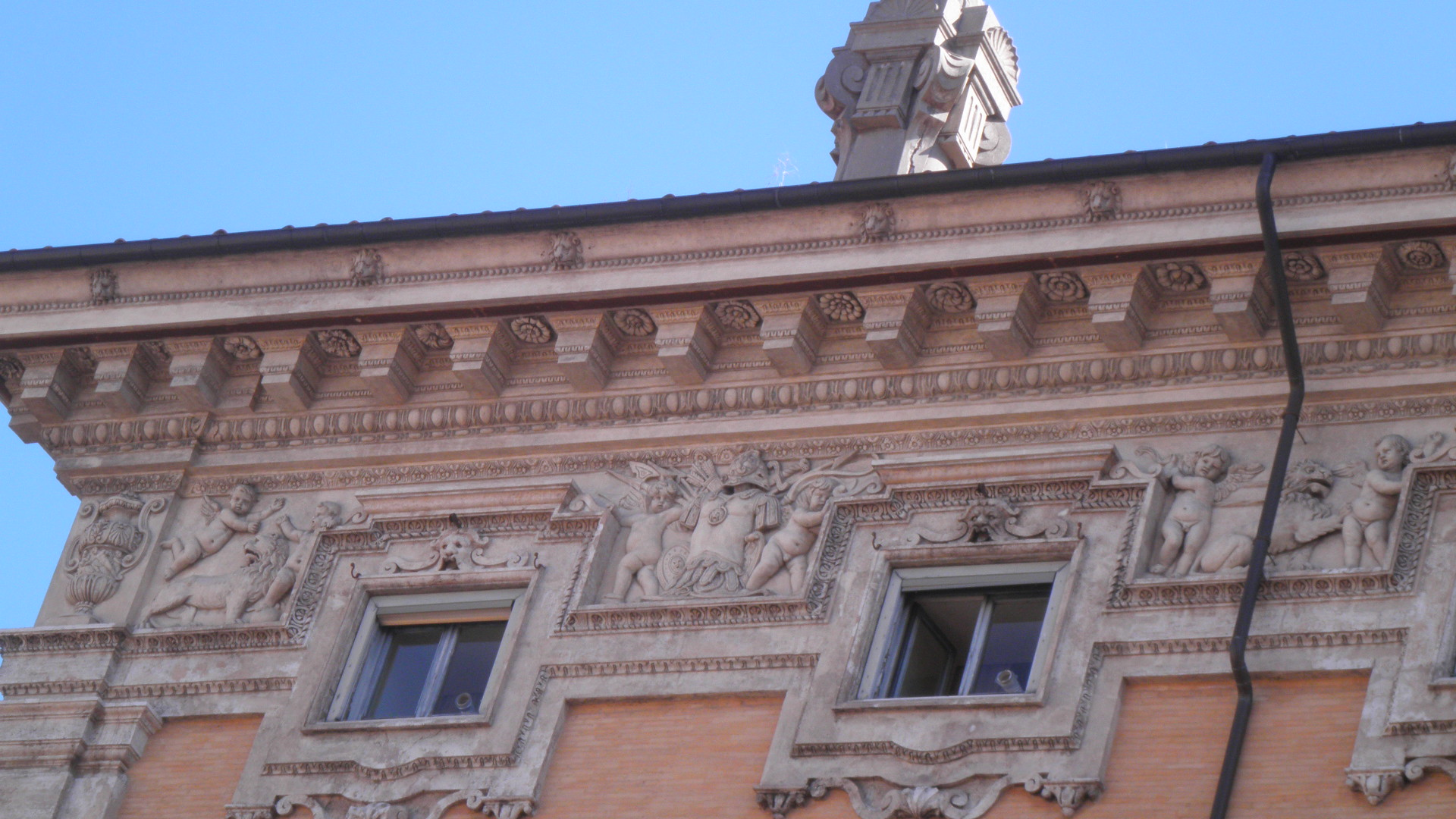
Ліпнина
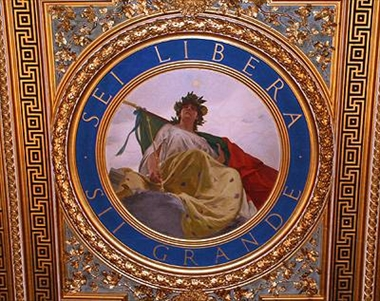
Прикраса стелі
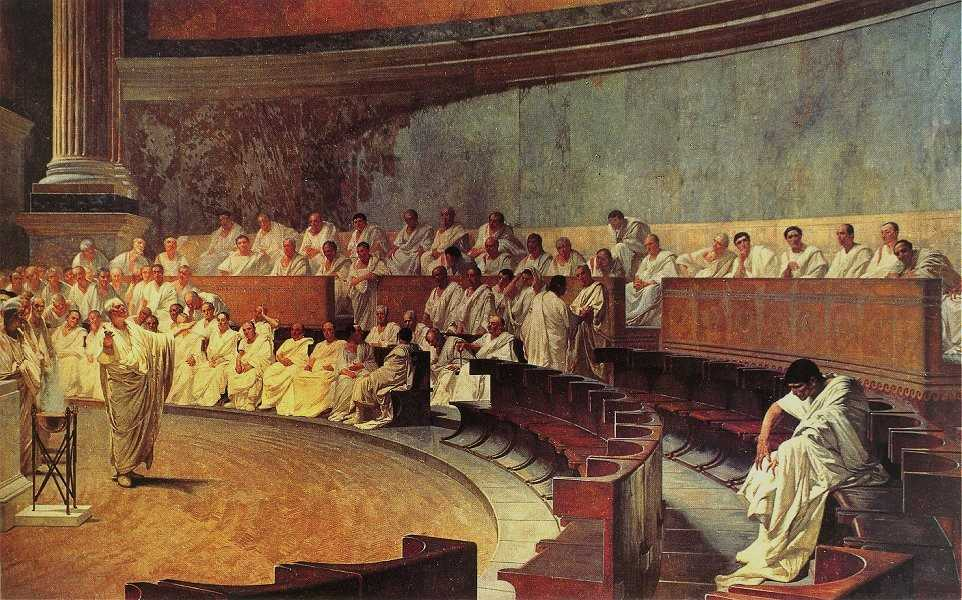
Цицерон засуджує Катіліни, фреска Чезаре Маккарі, 1882–1888
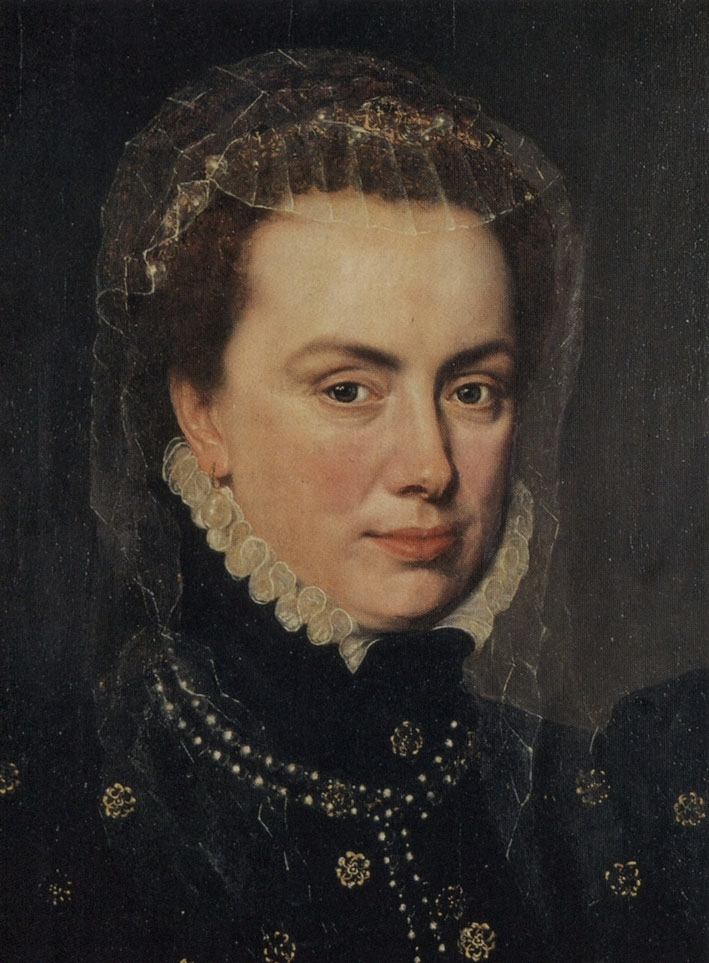
«Мадам» Маргарита Пармська